# Liste d'écoles d'ingénieur post-bac en France
Cet article contient la liste des écoles d'ingénieurs post-bac en France.
La formation en écoles d’ingénieurs françaises est basée sur un parcours de 2 ans de cycle préparatoire et 3 ans de cycle ingénieur.Dans les écoles d'ingénieur post-bac, le cycle préparatoire est intégré dans la formation.
Le cycle préparatoire intégré repose sur le contrôle continu des connaissances et sur la possibilité de se préparer au métier d'ingénieur dès le cycle préparatoire.

## Groupes d'écoles

### École Nationale d'Ingénieur
- ENI Brest
- ENI Metz
- ENI Saint-Étienne
- ENI Tarbes

### EPF
- EPF Montpellier
- EPF Troyes
- EPF Sceaux

### École Spéciale de Mécanique et d'Électricité Sudria
- ESME Ivry-sur-Seine
- ESME Lille
- ESME Lyon
- ESME Paris

### École Supérieure d'Ingénieurs des Travaux de la Construction
- ESITC Cachan
- ESITC Caen
- ESITC Metz

### Institut Catholique d'Arts et Métiers
- ICAM Lille
- ICAM Nantes
- ICAM Toulouse
- ICAM Paris
- ICAM Bretagne
- ICAM Vendée

### Institut National des Sciences Appliquées
- INSA Lyon
- INSA Rennes
- INSA Rouen
- INSA Strasbourg
- INSA Toulouse
- INSA CVL

### Institut Polytechnique des Sciences Avancées
- IPSA Ivry-sur-Seine
- IPSA Toulouse

### Institut Supérieur de l'Électronique et du Numérique
- ISEN Brest
- ISEN Lille
- ISEN Toulon

### Polytech
- Polytech Clermont-Ferrand
- Polytech Dijon
- Polytech Grenoble
- Polytech Lille
- Polytech Marseille
- Polytech Montpellier
- Polytech Nantes
- Polytech Nice-Sophia
- Polytech Orléans
- Polytech Paris UPMC
- Polytech Paris-Sud
- Polytech Savoie
- Polytech Tours
- Polytech Lyon

### Telecom
- École nationale supérieure Mines-Télécom Lille-Douai
- Télécom Saint-Étienne

### Université de Technologie
- UTBM Belfort-Montbéliard
- UTC Compiègne
- UTT Troyes

## Autres écoles
- Agrocampus Ouest - Rennes
- EBI - Cergy-Pontoise
- ECAM Lyon
- ECE - Paris
- École Louis de Broglie - Rennes
- EEIGM - Nancy
- EFREI - Villejuif
- EIGSI - La Rochelle
- EISTI - Cergy-Pau
- ELISA Aerospace
- EME - Rennes
- École nationale supérieure en génie des systèmes et de l'innovation
- ENSM - Le Havre, Marseille
- EPITA - Kremlin Bicêtre
- ECAM-EPMI - Cergy-Pontoise
- ESA - Angers
- ESCOM - Cergy-Pontoise
- ESEO - Angers
- ESIEA - Paris
- ESIEE - Amiens
- ESIEE - Paris
- ESCPE - Lyon
- ESIGELEC - Rouen
- ESILV - Paris
- ESITPA Rouen
- ESSTIN - Nancy
- ESTACA - Saint Quentin en Yvelines
- Institut polytechnique de Grenoble
- HEI Lille
- IG2I - Centrale Lille
- INP Grenoble - PHELMA
- Institut polytechnique UniLaSalle
- 3iL - Limoges
- ISA BTP
- ISAT - Nevers
- ISEL - Le Havre
- ISEP - Paris
- ISTOM - École supérieure d'agro-développement international
- ISTY - Vélizy-Villacoublay
- ITECH - Lyon
- ITEEM - Centrale Lille
- Sup'Galilée